# Tage Wärn
Tage Gustaf Wärn, född 11 januari 1896 i Sundsvall, död 5 juni 1979 i Stockholm, var en svensk ämbetsman.
Tage Wärn var son till borgmästaren Axel Gustaf Andersson och Maria Ulrika Berggren. Efter studentexamen i Sundsvall 1914 och juris kandidatexamen i Stockholm 1920 tjänstgjorde Wärn vid ting och i Svea hovrätt, där han avancerade till assessor 1929 och blev hovrättsråd 1936. Han var sekreterare i Statens organisationsnämnd 1930–1932 och blev 1932 tillförordnad och 1934 ordinarie expeditionschef i Försvarsdepartementet. 1936–1942 var han statssekreterare där. Han var därefter VD i Svenska bankföreningen 1943–1953 och i Svenska personalpensionskassan från 1953. Han var bland annat vice ordförande i styrelsen för Nordiska kompaniet och i Styrelsen för Svenska Metallverken. Wärn blev tidigt uppmärksammad som en skicklig utredningsman med snabb uppfattning och praktiskt handlag. Han var 1934–1935 generalsekreterare i 1930 års försvarskommission, vars arbete blev grundläggande för 1936 års försvarsordning. 1941 års försvarsutredning, som uppdrog grundlinjerna för upprustningen under en femårsperiod, verkställdes av Wärn ensam med biträde av militära fackmän - ett tillvägagångssätt som starkt kontrasterade mot föregångare tidskrävande försvarsberedningar. Sedan Wärns chef i försvarsdepartementet, Per Edvin Sköld, blivit finansminister, uppdrog han 1950 åt Wärn att företa en ny översyn av statsutgifterna med besparingar som syfte. I snabb följd framlade Wärn resultaten av sin inventering, omfattande besparingsmöjligheter på över 300 miljoner kronor. Trots att Wärns bedömning inte avsåg att vara politisk, påvisade han möjligheten till besparingar inte bara genom rationaliseringsåtgärder utan även genom beskärningar av socialbudgeten. Av de föreslagna besparingarna kom omkring hälften att tillgodogöras för staten, medan förslag som ansågs äventyra den sociala standarden avvisades.